# Lovelife
För albumet av artisten Tamia, se Love Life.
Lovelife är det tredje och sista studioalbumet av det brittiska rockbandet Lush, utgivet i mars 1996 på skivbolaget 4AD. Bandet går på det här albumet från drömpop/shoegazing, till ett mer britpop-dominerande sound. Albumet producerades av Lush och Pete Bartlett vid Protocol Studios i London. Det nådde som bäst åttonde plats på UK Albums Chart.
Jarvis Cocker från Pulp gästar på låten "Ciao!".

## Låtlista
1. "Ladykillers" (Berenyi) – 3:13
2. "Heavenly Nobodies" (Berenyi) – 2:59
3. "500" (Anderson) – 3:29
4. "I've Been Here Before" (Anderson) – 4:36
5. "Papa San" (Berenyi) – 2:36
6. "Single Girl" (Anderson) – 2:35
7. "Ciao!" (Berenyi) – 5:33
8. "Tralala" (Anderson) – 5:24
9. "Last Night" (Anderson) – 5:24
10. "Runaway" (Berenyi) – 3:36
11. "The Childcatcher" (Berenyi) – 3:17
12. "Olympia" (Anderson) – 5:02

## Medverkande
Lush
- Miki Berenyi – sång, gitarr, handklapp (1), valthorn (7)
- Emma Anderson – gitarr, sång, handklapp (1), valthorn (7)
- Phil King – elbas, röst (9), uppläsare (11)
- Chris Acland – trummor

Övriga medverkande
- Pete Bartlett – handklapp (1), piano (8), slagverk (5), ytterligare gitarr, produktion
- Andrew Catlin – fotografi (porträtt)
- Jarvis Cocker – sång (7)
- Sue Dench – altfiol (4, 8, 9, 12)
- Terry Edwards – trumpet (4, 12)
- Dan Goodwin – slagverk
- Giles Hall – ljudtekniker
- Kate Holmes – flöjt (12)
- Mike Kearsey – trombon (4, 12)
- Paul Q. Kolderie – ljudmix (1–8, 10–12)
- Ichiro Kono – fotografier
- Bob Ludwig – mastering
- Liam Molloy – handklapp (1), ljudtekniker (assistent)
- Lush – produktion
- Steve Osborne – ljudmix (9)
- Leo Payne – fiol (4, 8, 9, 12)
- Audrey Riley – cello och stråkarrangemang (4, 8, 9, 12)
- Sean Slade – ljudmix (1–8, 10–12)
- Melissa Thompson – röst (9)
- Chris Tombling – fiol (4, 8, 9, 12)

Information från Discogs.

## Listplaceringar
| Lista (1996)                     | Högsta position |
| -------------------------------- | --------------- |
| Storbritannien (UK Albums Chart) | 8               |
| USA Billboard 200                | 189             |